# Kierania grata
Kierania grata är en tvåvingeart som beskrevs av Schmitz 1939. Kierania grata ingår i släktet Kierania och familjen puckelflugor. Inga underarter finns listade i Catalogue of Life.